# Baby Face Nelson
Lester Joseph Gillis (6 de desembre del 1908 – 27 de novembre del 1934), conegut pel pseudònim de George Nelson, fou un lladre de bancs i un assassí en la dècada de 1930.
Gillis va ser conegut com a Baby Face Nelson, un nom que va rebre per la seva aparença juvenil i baixa alçada. Sovint conegut pels criminals associats com "Jimmy", Associat amb John Paul chase el 1932, ambdós es va associar amb John Dillinger el 1934, ajudant-lo a escapar de la presó amb la famosa escapada de la "pistola de fusta", i més tard fou etiquetat amb els restants membres de la banda com l'enemic públic número u.
Nelson és responsable de l'assassinat de diverses persones, i ha estat objecte de diverses pel·lícules. Nelson va ser mort per agents de l'FBI, morint després d'un tiroteig que sovint es denomina com "La Batalla de Barrington".